# Elecciones municipales de Lima de 1983
Las elecciones municipales de Lima de 1983 se llevaron a cabo el 13 de noviembre de 1983 para elegir al alcalde y al Concejo Metropolitano de Lima para el periodo 1984-1986. La elección se celebró simultáneamente con elecciones municipales (provinciales y distritales) en todo el país.
El contexto político estuvo marcado por la variedad de problemas sociales, económicos y políticos que rápidamente demostraron ser intratables y políticamente dañinos. El desarrollo de los comicios en medio de la crisis del gobierno belaundista fueron percibidas como un referéndum sobre su actuación y la de su partido, Acción Popular.
En ese sentido, los principales temas de las elecciones se convirtieron en el empeoramiento de la situación económica (devaluaciones constantes y un aumento de la inflación en torno al 100% anual) y la aparente incapacidad de la administración Belaúnde para hacer frente a estas dificultades. En ningún lugar se sintieron estos problemas con mayor intensidad que en Lima, la capital peruana y su ciudad más importante.
En Lima, se presentaron trece listas provinciales, el mayor número de candidaturas hasta ese momento (si bien el Partido de Integración Nacional retiró su lista). No obstante, solo 4 candidatos tenían oportunidades reales de ganar los comicios: Alfonso Grados Bertorini (Acción Popular), Alfonso Barrantes Lingán (Izquierda Unida), Ricardo Amiel Meza (Partido Popular Cristiano) y Alfredo Barnechea García (Partido Aprista Peruano).
Pese a que la mayoría de sondeos de opinión mostraban una disputa entre Barnechea y Amiel, ante el temor de una victoria izquierdista, el ambiente de los comicios estuvo marcado por los intentos de asociar a Izquierda Unida con los terroristas de Sendero Luminoso. El debate del 28 de octubre entre los cuatro principales candidatos fue considerado el punto de inflexión de la campaña política gracias a la presentación de Barrantes que fue calificada como «la mejor faena de la temporada».
Contra los pronósticos de las encuestas, Alfonso Barrantes resultó electo como Alcalde Metropolitano de Lima. La victoria de Izquierda Unida se alzó como el triunfo político más importante de la jornada: obtuvo el control de prácticamente la mitad de distritos de la provincia de Lima (19 de 40 municipios) y convirtió a Barrantes en el primer alcalde marxista de América Latina. La izquierda peruana no volvería a ganar en la capital hasta más de un cuarto de siglo después.

## Sistema electoral
La Municipalidad Metropolitana de Lima es el órgano administrativo y de gobierno de la provincia de Lima. Está compuesta por el alcalde y el Concejo Metropolitano.
La votación del alcalde y el concejo se realiza en base al sufragio universal, que comprende a todos los ciudadanos nacionales mayores de dieciocho años, empadronados y residentes en la provincia de Lima y en pleno goce de sus derechos políticos, así como a los ciudadanos no nacionales residentes y empadronados en la provincia de Lima.
El Concejo Metropolitano de Lima está compuesto por 39 regidores elegidos por sufragio directo para un período de tres (3) años, en forma conjunta con la elección del alcalde (quien lo preside). La votación es por lista cerrada y bloqueada. Se asigna a la lista ganadora los escaños según el método d'Hondt o la mitad más uno, lo que más le favorezca.

## Composición del Concejo Metropolitano de Lima
La siguiente tabla muestra la composición del Concejo Metropolitano de Lima antes de las elecciones.
| Partidos | Partidos                  | Regidores |
| -------- | ------------------------- | --------- |
|          | Acción Popular            | 13        |
|          | Izquierda Unida           | 11        |
|          | Partido Popular Cristiano | 8         |
|          | Partido Aprista Peruano   | 6         |

## Partidos y candidatos
A continuación se muestra una lista de los principales partidos y alianzas electorales que participaron en las elecciones:
| Candidatura | Candidatura | Partidos y alianzas | Candidatos | Candidatos                     | Ideología                                               | Resultado previo | Resultado previo | Ref.        |
| Candidatura | Candidatura | Partidos y alianzas | Candidatos | Candidatos                     | Ideología                                               | Votos (%)        | Reg.             | Ref.        |
| ----------- | ----------- | --- | ---------- | ------------------------------ | ------------------------------------------------------- | ---------------- | ---------------- | ----------- |
|             | AP          | Lista - Acción Popular (AP) |            | Alfonso Grados Bertorini       | Humanismo Nacionalismo cívico Reformismo                | 34.87%           | 13               | [ 4 ] [ 5 ] |
|             | IU          | Lista - Izquierda Unida (IU) – Unión de Izquierda Revolucionaria (UNIR) – Unidad Democrático Popular (UDP) – Partido Socialista Revolucionario (PSR) – Partido Comunista Revolucionario (PCR) – Partido Comunista Peruano (PCP) – Frente Obrero Campesino Estudiantil y Popular (FOCEP) |            | Alfonso Barrantes Lingán       | Socialismo democrático Marxismo-leninismo Mariateguismo | 28.26%           | 11               | [ 4 ] [ 5 ] |
|             | PPC         | Lista - Partido Popular Cristiano (PPC) |            | Ricardo Amiel Meza             | Conservadurismo social Humanismo Democracia cristiana   | 20.56%           | 8                | [ 4 ] [ 5 ] |
|             | APRA        | Lista - Partido Aprista Peruano (APRA) |            | Alfredo Barnechea García       | Aprismo                                                 | 16.31%           | 6                | [ 4 ] [ 5 ] |
|             | PSP         | Lista - Partido Socialista del Perú (PSP) |            | María Cabredo Ríos de Castillo | Socialismo democrático Mariateguismo                    | Nuevo            | Nuevo            | [ 4 ] [ 5 ] |
|             | UNO         | Lista - Unión Nacional Odriísta (UNO) |            | Fernando Noriega Calmet        | Conservadurismo social Populismo de derecha             | Nuevo            | Nuevo            | [ 4 ] [ 5 ] |
|             | PDC         | Lista - Partido Demócrata Cristiano (PDC) |            | Carlos Blancas Bustamante      | Democracia cristiana                                    | Nuevo            | Nuevo            | [ 4 ] [ 5 ] |
|             | PRT         | Lista - Partido Revolucionario de los Trabajadores (PRT) |            | Raúl Castro Vera               | Marxismo-leninismo Comunismo                            | Nuevo            | Nuevo            | [ 4 ] [ 5 ] |
|             | MBH         | Lista - Movimiento de Bases Hayistas (MBH) |            | Francisco Diez Canseco Távara  | Conservadurismo Antiimperialismo                        | Nuevo            | Nuevo            | [ 4 ] [ 5 ] |
|             | PADIN       | Lista - Partido de Integración Nacional (PADIN) |            | Retiró su candidatura          | Centrismo Socioliberalismo                              | Nuevo            | Nuevo            | [ 4 ] [ 5 ] |
|             | IND         | Lista - Lista Independiente Movimiento Cívico Frente Independiente del Perú |            | Claver Rosas Silva             | Localismo limeño                                        | Nuevo            | Nuevo            | [ 4 ]       |
|             | IND         | Lista - Lista Independiente Movimiento Nacionalista |            | Enrique León Velarde Gamarra   | Localismo limeño                                        | Nuevo            | Nuevo            | [ 4 ]       |
|             | IND         | Lista - Lista Independiente Unión Popular Independiente |            | Danny Lombardi Lombardi        | Localismo limeño                                        | Nuevo            | Nuevo            | [ 4 ]       |

## Sondeos de opinión
Las siguientes tablas enumeran las estimaciones de la intención de voto en orden cronológico inverso, mostrando las más recientes primero y utilizando las fechas en las que se realizó el trabajo de campo de la encuesta. Cuando se desconocen las fechas del trabajo de campo, se proporciona la fecha de publicación.

### Intención de voto
La siguiente tabla enumera las estimaciones ponderadas (sin incluir votos en blanco y nulos) de la intención de voto.
|                                |             |      |      |      |      |      |      |  |  |  |  |  |  |  |  |  |  |  |
| Elecciones municipales de 1983 | 13 nov 1983 | —    | 36.6 | 27.1 | 21.1 | 11.8 | 9.5  |  |  |  |  |  |  |  |  |  |  |  |
|                                |             |      |      |      |      |      |      |  |  |  |  |  |  |  |  |  |  |  |
| POP/Panamericana Televisión    | 11 nov 1983 | ?    | 32   | 25   | 26   | 13   | 7    |  |  |  |  |  |  |  |  |  |  |  |
| CPI/El Observador              | 11 nov 1983 | ?    | 23.1 | 22.2 | 17.8 | 20.0 | 0.9  |  |  |  |  |  |  |  |  |  |  |  |
| InterGallup/El Comercio        | 11 nov 1983 | ?    | 24.3 | 22.3 | 25.6 | 14.3 | 1.3  |  |  |  |  |  |  |  |  |  |  |  |
| Datum/La Crónica               | 10 nov 1983 | ?    | 22.1 | 19.6 | 16.7 | 11.5 | 2.5  |  |  |  |  |  |  |  |  |  |  |  |
| POP                            | Oct 1983    | ?    | 19   | 25   | 22   | –    | 3    |  |  |  |  |  |  |  |  |  |  |  |
| InterGallup                    | Oct 1983    | ?    | 21.2 | 22.8 | 22.9 | –    | 0.1  |  |  |  |  |  |  |  |  |  |  |  |
| Datum                          | Oct 1983    | ?    | –    | 31.6 | –    | –    | ?    |  |  |  |  |  |  |  |  |  |  |  |
| POP                            | Sep 1983    | ?    | 14   | 26   | 17   | –    | 9    |  |  |  |  |  |  |  |  |  |  |  |
| InterGallup                    | Sep 1983    | ?    | 18   | 17   | 26   | 15   | 8    |  |  |  |  |  |  |  |  |  |  |  |
| Datum                          | Sep 1983    | 400  | 17.5 | 30.0 | 17.5 | 17   | 12.5 |  |  |  |  |  |  |  |  |  |  |  |
| POP/Panamericana Televisión    | Ago 1983    | 800  | 10   | 26   | 18   | 27   | 1    |  |  |  |  |  |  |  |  |  |  |  |
| CPI/América Televisión         | Ago 1983    | 1200 | 14.0 | 27.2 | 13.0 | 17.7 | 9.5  |  |  |  |  |  |  |  |  |  |  |  |
| Visión                         | Ago 1983    | 1202 | 12.0 | 31.3 | 13.6 | 18.8 | 12.5 |  |  |  |  |  |  |  |  |  |  |  |
| Datum                          | Ago 1983    | 416  | 14.6 | 27.5 | 22.1 | 18.1 | 5.4  |  |  |  |  |  |  |  |  |  |  |  |
| InterGallup/Oiga               | Jun 1983    | ?    | 8    | 23   | 26   | 6    | 3    |  |  |  |  |  |  |  |  |  |  |  |
| InterGallup/Oiga               | May 1983    | ?    | 9    | 16   | 19   | 7    | 3    |  |  |  |  |  |  |  |  |  |  |  |
| Datum                          | Mar 1983    | ?    | 17.2 | 21.4 | 22.2 | –    | 2.8  |  |  |  |  |  |  |  |  |  |  |  |

## Debates
| Detalles              | Detalles                               | Detalles              | Detalles         | Detalles          | Participantes P Presente A Ausente NI No invitado | Participantes P Presente A Ausente NI No invitado | Participantes P Presente A Ausente NI No invitado | Participantes P Presente A Ausente NI No invitado | Participantes P Presente A Ausente NI No invitado | Participantes P Presente A Ausente NI No invitado | Participantes P Presente A Ausente NI No invitado | Participantes P Presente A Ausente NI No invitado | Participantes P Presente A Ausente NI No invitado |
| Fecha                 | Organizador                            | Sede                  | Lugar            | Moderador/a       | Alfredo Barnechea                                 | Richard Amiel                                     | Alfonso Grados                                    | Alfonso Barrantes                                 | Francisco Diez Canseco MBH                        | Carlos Blancas                                    | María Cabredo PSP                                 | Raúl Castro                                       | Fernando Noriega                                  |
| --------------------- | -------------------------------------- | --------------------- | ---------------- | ----------------- | ------------------------------------------------- | ------------------------------------------------- | ------------------------------------------------- | ------------------------------------------------- | ------------------------------------------------- | ------------------------------------------------- | ------------------------------------------------- | ------------------------------------------------- | ------------------------------------------------- |
| 28 de octubre de 1983 | Intercampus (Universidad del Pacífico) | Auditorio de la ALIDE | San Isidro, Lima | César Hildebrandt | P                                                 | P                                                 | P                                                 | P                                                 | NI                                                | NI                                                | NI                                                | NI                                                | NI                                                |

## Resultados

### Sumario general

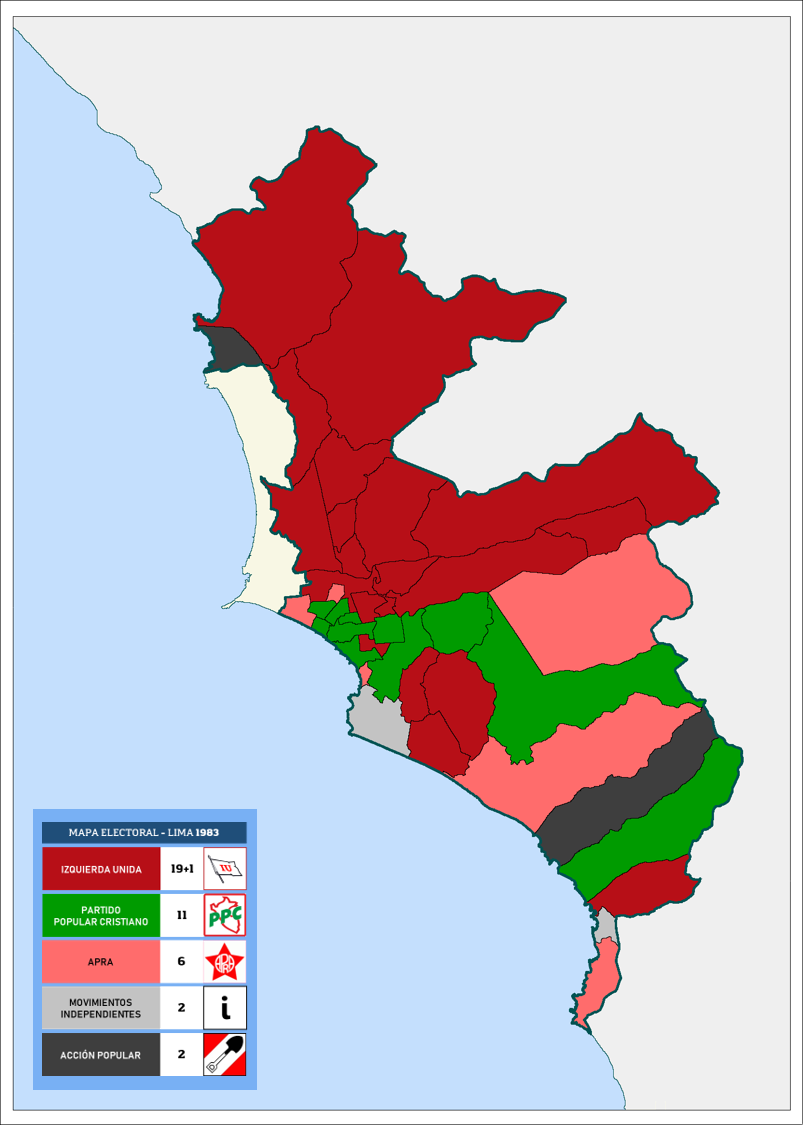
Elecciones municipales distritales de Lima de 1983.

|                        |                                                  |              |              |              |           |           |
| Partidos y coaliciones | Partidos y coaliciones                           | Voto popular | Voto popular | Voto popular | Regidores | Regidores |
| Partidos y coaliciones | Partidos y coaliciones                           | Votos        | %            | +/−          | Total     | +/−       |
|                        | Izquierda Unida (IU)                             | 586,534      | 36.63        | +8.37        | 21        | +10       |
|                        | Partido Aprista Peruano (APRA)                   | 434,006      | 27.11        | +10.80       | 8         | +2        |
|                        | Partido Popular Cristiano (PPC)                  | 338,553      | 21.15        | +0.59        | 7         | –1        |
|                        | Acción Popular (AP)                              | 189,717      | 11.85        | –23.02       | 3         | –10       |
|                        | Movimiento de Bases Hayistas (MBH)               | 20,658       | 1.29         | Nuevo        | 0         | ±0        |
|                        | Unión Nacional Odriísta (UNO)                    | 14,196       | 0.89         | Nuevo        | 0         | ±0        |
|                        | Partido Demócrata Cristiano (PDC)                | 4,496        | 0.28         | Nuevo        | 0         | ±0        |
|                        | Lista Independiente N° 5                         | 4,206        | 0.26         | n/a          | 0         | ±0        |
|                        | Lista Independiente N° 3                         | 3,352        | 0.21         | n/a          | 0         | ±0        |
|                        | Partido Revolucionario de los Trabajadores (PRT) | 1,767        | 0.11         | Nuevo        | 0         | ±0        |
|                        | Partido Socialista del Perú (PSP)                | 1,381        | 0.09         | Nuevo        | 0         | ±0        |
|                        | Lista Independiente N° 7                         | 1,302        | 0.08         | n/a          | 0         | ±0        |
|                        | Partido de Integración Nacional (PADIN)          | 917          | 0.06         | Nuevo        | 0         | ±0        |
|                        |                                                  |              |              |              |           |           |
| Total                  | Total                                            | 1,601,085    |              |              | 39        | +1        |
|                        |                                                  |              |              |              |           |           |
| Votos válidos          | Votos válidos                                    | 1,601,085    | 89.43        | –1.58        |           |           |
| Votos en blanco        | Votos en blanco                                  | 58,481       | 3.27         | +0.98        |           |           |
| Votos nulos            | Votos nulos                                      | 130,729      | 7.30         | +0.60        |           |           |
| Votos emitidos         | Votos emitidos                                   | 1,790,295    | 73.86        | –5.45        |           |           |
| Abstenciones           | Abstenciones                                     | 633,531      | 26.14        | +5.45        |           |           |
| Votantes registrados   | Votantes registrados                             | 2,423,826    |              |              |           |           |
|                        |                                                  |              |              |              |           |           |
| Fuente:                |                                                  |              |              |              |           |           |

### Concejo Metropolitano de Lima
| Cargo                          | Autoridad electa               | Partido político | Partido político          |
| ------------------------------ | ------------------------------ | ---------------- | ------------------------- |
| Alcalde Metropolitano de Lima  | Alfonso Barrantes Lingán       |                  | Izquierda Unida           |
| Regidor Metropolitano de Lima  | Henry Pease García-Yrigoyen    |                  | Izquierda Unida           |
| Regidor Metropolitano de Lima  | César Rojas Huaroto            |                  | Izquierda Unida           |
| Regidor Metropolitano de Lima  | Ángel Delgado Silva            |                  | Izquierda Unida           |
| Regidor Metropolitano de Lima  | Óscar Ugarte Ubilluz           |                  | Izquierda Unida           |
| Regidor Metropolitano de Lima  | Eduardo Vega Posada            |                  | Izquierda Unida           |
| Regidor Metropolitano de Lima  | Carlos Castillo Ríos           |                  | Izquierda Unida           |
| Regidor Metropolitano de Lima  | Guillermo Nolasco Ayasca       |                  | Izquierda Unida           |
| Regidora Metropolitana de Lima | Juana Azalde Policarpio        |                  | Izquierda Unida           |
| Regidor Metropolitano de Lima  | Orlando Contreras Valdez       |                  | Izquierda Unida           |
| Regidor Metropolitano de Lima  | Marco Gutiérrez Martínez       |                  | Izquierda Unida           |
| Regidor Metropolitano de Lima  | Mario Zolezzi Chocano          |                  | Izquierda Unida           |
| Regidor Metropolitano de Lima  | Gonzalo García Núñez           |                  | Izquierda Unida           |
| Regidor Metropolitano de Lima  | Arturo Sánchez Vicente         |                  | Izquierda Unida           |
| Regidor Metropolitano de Lima  | Zetti Gavelán Gamarra          |                  | Izquierda Unida           |
| Regidor Metropolitano de Lima  | Juan Arroyo Laguna             |                  | Izquierda Unida           |
| Regidor Metropolitano de Lima  | Rodolfo Bejarano Gonzales      |                  | Izquierda Unida           |
| Regidor Metropolitano de Lima  | Mariano Benites Gonzales       |                  | Izquierda Unida           |
| Regidora Metropolitana de Lima | Teresa Lara Gondo              |                  | Izquierda Unida           |
| Regidor Metropolitano de Lima  | Fidel Castro Zambrano          |                  | Izquierda Unida           |
| Regidor Metropolitano de Lima  | Victoriano Veliz Ramos         |                  | Izquierda Unida           |
| Regidor Metropolitano de Lima  | Eduardo Zegarra Niño de Guzmán |                  | Izquierda Unida           |
| Regidor Metropolitano de Lima  | Alberto Vera La Rosa           |                  | Partido Aprista Peruano   |
| Regidor Metropolitano de Lima  | Manuel Pizarro Flores          |                  | Partido Aprista Peruano   |
| Regidora Metropolitana de Lima | Adriana Rebaza Flores          |                  | Partido Aprista Peruano   |
| Regidor Metropolitano de Lima  | Pedro Coronado Labó            |                  | Partido Aprista Peruano   |
| Regidor Metropolitano de Lima  | Héctor Tapia Cano              |                  | Partido Aprista Peruano   |
| Regidor Metropolitano de Lima  | Luis Chávez Rodríguez          |                  | Partido Aprista Peruano   |
| Regidor Metropolitano de Lima  | Luis Zerpa Hurtado             |                  | Partido Aprista Peruano   |
| Regidora Metropolitana de Lima | Lilian Cavero de Kocerna       |                  | Partido Aprista Peruano   |
| Regidor Metropolitano de Lima  | Ernesto Blume Fortini          |                  | Partido Popular Cristiano |
| Regidora Metropolitana de Lima | Gabriela Porto de Power        |                  | Partido Popular Cristiano |
| Regidor Metropolitano de Lima  | Luis García Miró Elguera       |                  | Partido Popular Cristiano |
| Regidor Metropolitano de Lima  | Alejandro Alva Manfredi        |                  | Partido Popular Cristiano |
| Regidor Metropolitano de Lima  | Alejandro Castagnola Pinillos  |                  | Partido Popular Cristiano |
| Regidor Metropolitano de Lima  | Manuel Cáceda Granthon         |                  | Partido Popular Cristiano |
| Regidor Metropolitano de Lima  | José Barandiarán Harth         |                  | Partido Popular Cristiano |
| Regidor Metropolitano de Lima  | Uriel García Cáceres           |                  | Acción Popular            |
| Regidor Metropolitano de Lima  | Miguel Vega Alvear             |                  | Acción Popular            |
| Regidor Metropolitano de Lima  | Luis Castañeda Lossio          |                  | Acción Popular            |

## Elecciones municipales distritales

### Sumario general
| Partidos y coaliciones | Partidos y coaliciones                              | Voto popular | Voto popular | Voto popular | Alcaldías | Alcaldías |
| Partidos y coaliciones | Partidos y coaliciones                              | Votos        | %            | +/−          | Total     | +/−       |
| ---------------------- | --------------------------------------------------- | ------------ | ------------ | ------------ | --------- | --------- |
|                        | Izquierda Unida (IU)                                | 471,193      | 35.02        | +13.25       | 19        | +14       |
|                        | Partido Aprista Peruano (APRA)                      | 356,338      | 26.48        | +9.52        | 6         | +4        |
|                        | Partido Popular Cristiano (PPC)                     | 273,708      | 20.34        | +2.26        | 11        | +9        |
|                        | Acción Popular (AP)                                 | 162,546      | 12.08        | –20.52       | 2         | –20       |
|                        | Movimiento de Bases Hayistas (MBH)                  | 13,808       | 1.03         | Nuevo        | 0         | ±0        |
|                        | Unión Nacional Odriísta (UNO)                       | 12,318       | 0.92         | +0.86        | 0         | n/a       |
|                        | Partido Demócrata Cristiano (PDC)                   | 4,336        | 0.32         | +0.23        | 0         | ±0        |
|                        | Frente Nacional de Trabajadores y Campesinos (FNTC) | 2,639        | 0.20         | –0.08        | 0         | ±0        |
|                        | Partido de Integración Nacional (PADIN)             | 1,629        | 0.12         | Nuevo        | 0         | ±0        |
|                        | Partido Revolucionario de los Trabajadores (PRT)    | 410          | 0.03         | –0.25        | 0         | ±0        |
|                        | Listas independientes distritales                   | 46,642       | 3.47         | n/a          | 2         | –5        |
|                        |                                                     |              |              |              |           |           |
| Total                  | Total                                               | 1,345,567    |              |              | 40        | +2        |
|                        |                                                     |              |              |              |           |           |
| Votos válidos          | Votos válidos                                       | 1,345,567    | 90.26        | –0.77        |           |           |
| Votos en blanco        | Votos en blanco                                     | 31,224       | 2.09         | –0.62        |           |           |
| Votos nulos            | Votos nulos                                         | 114,048      | 7.65         | +1.40        |           |           |
| Votos emitidos         | Votos emitidos                                      | 1,490,839    | n/d          | n/a          |           |           |
| Abstenciones           | Abstenciones                                        | n/d          | n/d          | n/a          |           |           |
| Votantes registrados   | Votantes registrados                                | n/d          |              |              |           |           |
|                        |                                                     |              |              |              |           |           |
| Fuente:                |                                                     |              |              |              |           |           |

### Resultados por distrito
La siguiente tabla enumera el control de los distritos de la provincia de Lima. El cambio de mando de una organización política se resalta del color de ese partido.
| Distritos               | Alcalde(sa) titular                                      | Partido político                                         | Partido político                                         | Alcalde(sa) electo(a)      | Partido político | Partido político          |
| ----------------------- | -------------------------------------------------------- | -------------------------------------------------------- | -------------------------------------------------------- | -------------------------- | ---------------- | ------------------------- |
| Ancón                   | Luis Ratto Pratolongo                                    |                                                          | Anconera                                                 | José Paredes Roncal        |                  | Izquierda Unida           |
| Ate                     | Franklin Acosta del Pozo                                 |                                                          | Izquierda Unida                                          | Franklin Acosta del Pozo   |                  | Izquierda Unida           |
| Barranco                | Nicomedes Montalván Prado                                |                                                          | Acción Popular                                           | Jorge del Castillo Gálvez  |                  | Partido Aprista Peruano   |
| Breña                   | Alfredo Swayne de la Cruz                                |                                                          | Partido Aprista Peruano                                  | Rodolfo Galván Montoya     |                  | Partido Aprista Peruano   |
| Carabayllo              | José Távara Castillo                                     |                                                          | Izquierda Unida                                          | José Távara Castillo       |                  | Izquierda Unida           |
| Chaclacayo              | Antonio Rovira Valdez                                    |                                                          | Acción Popular                                           | Claudio Alzamora Tarazona  |                  | Izquierda Unida           |
| Chorrillos              | Pablo Gutiérrez Weselby                                  |                                                          | Ante Todo Chorrillos                                     | Pablo Gutiérrez Weselby    |                  | Lista Independiente N° 3  |
| Cieneguilla             | Erich Mahnke Suárez                                      |                                                          | Partido Popular Cristiano                                | Fanny Seoane Herrera       |                  | Partido Aprista Peruano   |
| Comas                   | Arnulfo Medina Cruces                                    |                                                          | Izquierda Unida                                          | Arnulfo Medina Cruces      |                  | Izquierda Unida           |
| El Agustino             | Alberto Gamarra Mallma                                   |                                                          | Izquierda Unida                                          | Jorge Quintanilla Alarcón  |                  | Izquierda Unida           |
| Independencia           | Leoncio Loja Vigo                                        |                                                          | Acción Popular                                           | Esther Moreno Huerta       |                  | Izquierda Unida           |
| Jesús María             | Manuel Escalante Fortón                                  |                                                          | Acción Popular                                           | Miguel Fort Magot          |                  | Partido Popular Cristiano |
| La Molina               | Manuel Ungaro Zevallos                                   |                                                          | Acción Popular                                           | Rafael López Mobilia       |                  | Partido Popular Cristiano |
| La Victoria             | Armando Valdivieso Espinoza                              |                                                          | Acción Popular                                           | Alejandro Bazán Gonzales   |                  | Izquierda Unida           |
| Lince                   | José Loyola Ribbeck                                      |                                                          | Acción Popular                                           | Carlos Zagal Castillo      |                  | Partido Popular Cristiano |
| Lurigancho              | Oswaldo Burga Saldaña                                    |                                                          | Movimiento Comunal                                       | Julio Roca Zapata          |                  | Izquierda Unida           |
| Lurín                   | Guadulfo Silva Carbajal                                  |                                                          | Partido Aprista Peruano                                  | Guadulfo Silva Carbajal    |                  | Partido Aprista Peruano   |
| Magdalena del Mar       | Juan Moreno Lozano                                       |                                                          | Acción Popular                                           | Ricardo Flores Corbera     |                  | Partido Popular Cristiano |
| Miraflores              | Jorge Rodríguez-Larraín Pendergast                       |                                                          | Partido Popular Cristiano                                | Luis Bedoya de Vivanco     |                  | Partido Popular Cristiano |
| Pachacámac              | Justo Martínez Silva                                     |                                                          | Acción Popular                                           | Luis Ardiles Gamarra       |                  | Partido Popular Cristiano |
| Pucusana                | Octavio Carrillo Caycho                                  |                                                          | Independiente de Pucusana                                | Octavio Carrillo Caycho    |                  | Partido Aprista Peruano   |
| Pueblo Libre            | Francisco Rueda San Martín                               |                                                          | Acción Popular                                           | Luis Rosello Carrillo      |                  | Partido Popular Cristiano |
| Puente Piedra           | Luis Higa Novorikawa                                     |                                                          | Integración                                              | Leonidas Ramos Hinostroza  |                  | Izquierda Unida           |
| Punta Hermosa           | Geraldo Castro García                                    |                                                          | Acción Popular                                           | Gerardo Castro García      |                  | Acción Popular            |
| Punta Negra             | Carlos Ruiz Bogovich                                     |                                                          | Frente Independiente                                     | Antonio D'Onofrio Valle    |                  | Partido Popular Cristiano |
| Rímac                   | José Delgado Arenas                                      |                                                          | Acción Popular                                           | Juan Villanueva Flores     |                  | Izquierda Unida           |
| San Bartolo             | Antonio Carrillo Ávalos                                  |                                                          | Acción Popular                                           | Eugenio Huari Huapaya      |                  | Izquierda Unida           |
| San Borja               | Creación del distrito (Ley N° 23604, 1 de junio de 1983) | Creación del distrito (Ley N° 23604, 1 de junio de 1983) | Creación del distrito (Ley N° 23604, 1 de junio de 1983) | Hugo Sánchez Solari        |                  | Partido Popular Cristiano |
| San Isidro              | Alberto Conroy Mena                                      |                                                          | Acción Popular                                           | Francisco Benavente García |                  | Partido Popular Cristiano |
| San Juan de Lurigancho  | Ricardo Reyes Dioses                                     |                                                          | Acción Popular                                           | Óscar Venegas Aramburú     |                  | Izquierda Unida           |
| San Juan de Miraflores  | Alfredo Moscoso San Miguel                               |                                                          | Acción Popular                                           | Adolfo Ocampo Vargas       |                  | Izquierda Unida           |
| San Luis                | Nicanor Gamarra Márquez                                  |                                                          | Acción Popular                                           | Julio Castro Calis         |                  | Izquierda Unida           |
| San Martín de Porres    | Willy Fernández Melo                                     |                                                          | Izquierda Unida                                          | José Miranda Valladares    |                  | Izquierda Unida           |
| San Miguel              | Aníbal Málaga Gonzales                                   |                                                          | Acción Popular                                           | Rómulo Ponce Calle         |                  | Partido Aprista Peruano   |
| Santa María del Mar     | Mercedes Flores de Lercari                               |                                                          | Independiente de Residentes                              | Mercedes Flores de Lercari |                  | Lista Independiente N° 3  |
| Santa Rosa              | Juan Zegarra Cánepa                                      |                                                          | Acción Popular                                           | Edith Norria Zanelli       |                  | Acción Popular            |
| Santiago de Surco       | Humberto Cuya Soriano                                    |                                                          | Acción Popular                                           | Jaime Payet Martínez       |                  | Partido Popular Cristiano |
| Surquillo               | Juan Alvarado Vela                                       |                                                          | Acción Popular                                           | Wilfredo Álvarez Vale      |                  | Izquierda Unida           |
| Villa El Salvador       | Creación del distrito (Ley N° 23605, 1 de junio de 1983) | Creación del distrito (Ley N° 23605, 1 de junio de 1983) | Creación del distrito (Ley N° 23605, 1 de junio de 1983) | Michel Azcueta Gorostiza   |                  | Izquierda Unida           |
| Villa María del Triunfo | Óscar López Chávez                                       |                                                          | Acción Popular                                           | Washington Ipenza Pacheco  |                  | Izquierda Unida           |